# Aşağı Amburdərə
Aşağı Amburdərə è un comune dell'Azerbaigian situato nel distretto di Lerik. Conta una popolazione di 539 abitanti.